# Constellation de satellites

La constellation des satellites du GPS.

Une constellation de satellites est un groupe de satellites artificiels identiques qui travaillent de concert pour fournir une prestation en assurant généralement une couverture quasi-complète de la planète. Ces satellites circulent sur des orbites choisies de manière que leurs couvertures au sol respectives se complètent. Les premières constellations de satellites sont déployées pour répondre à des besoins de positionnement (système TRANSIT de l'Armée américaine) puis de téléphonie par satellite (Iridium...). La généralisation des systèmes de navigation par satellite et la diminution du coût des composants entraînent une multiplication des constellations. Au début des années 2020 sont ainsi déployées des mégaconstellations de plusieurs milliers de satellites en orbite basse (OneWeb, Starlink...) dont l'objectif premier est de fournir un accès à haut débit aux utilisateurs éloignés des réseaux terrestres. La multiplication des satellites circulant en orbite basse qui en résulte accentue le problème de la gestion des débris spatiaux.   

## Présentation

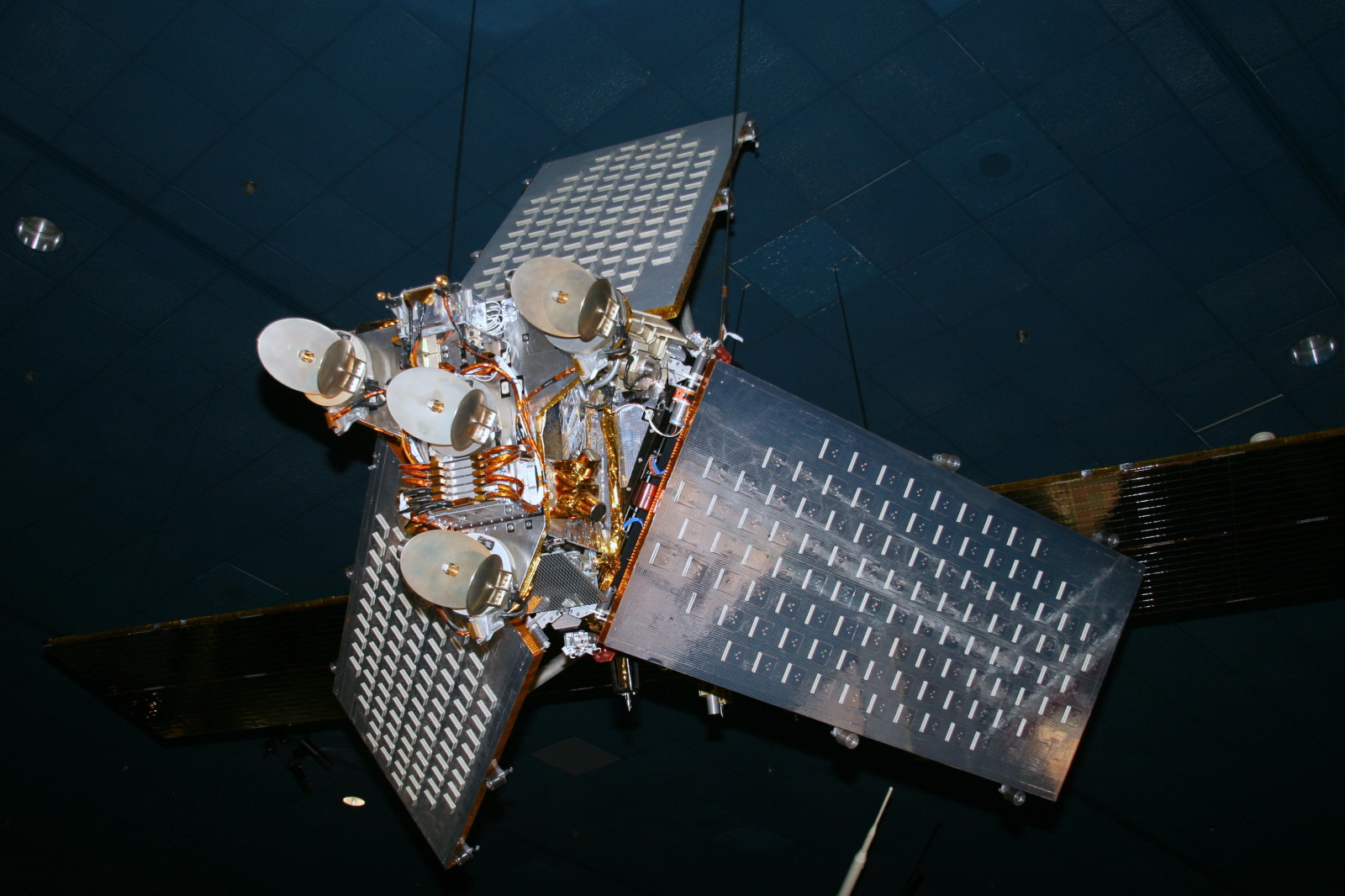
Satellite de la constellation Iridium.

Couverture de la constellation Iridium.

Un satellite artificiel peut fournir des services de télécommunications (téléphonie fixe, transfert de données, téléphonie mobile, diffusion de chaînes de télévision...) ou de navigation (position, vitesse) avec une meilleure couverture géographique qu'un système terrestre et pour un coût plus faible, puisqu'il requiert des infrastructures terrestres comparativement réduites. Ce type de prestation se développe dans les années 1970, qui voient la mise en place de satellites placés sur une orbite géostationnaire. Cette orbite permet de maintenir le satellite au-dessus d'une région choisie et d'assurer ainsi une couverture permanente. Une constellation de trois à quatre satellites géostationnaires peut offrir une couverture complète du globe terrestre (hors régions polaires, car un satellite géostationnaire est nécessairement positionné à une latitude nulle, c'est-à-dire à l'aplomb de l'équateur). Cette solution est adoptée pour la première couverture météorologique du globe, assurée par une constellation formée de satellites de différentes nations — Europe (Météosat), Etats-Unis (GEOS), Russie, Chine, Inde — judicieusement positionnés, ainsi que par les systèmes de télécommunications Intelsat et Inmarsat.
Les satellites géostationnaires présentent plusieurs inconvénients. Leur première limitation est un temps de réponse élevé, lorsque le service est interactif (par exemple : téléphonie ou navigation sur Internet) ; l'aller-retour du signal radio entre le satellite situé à 36 000 km d'altitude et la Terre est d'environ 250 millisecondes. La solution consiste à utiliser une constellation de satellites en orbite basse (inférieure à 2 000 km). Leur couverture étant plus faible, il faut alors les placer en nombre suffisamment élevé pour assurer une continuité de service. Les premières constellations de ce type sont mises en place à la fin des années 1990 pour assurer la téléphonie par satellite (Iridium, Globalstar) et comportent de 50 à 70 satellites. Au début des années 2020 se mettent en place de nouvelles constellations pour fournir un accès à internet à haut débit aux utilisateurs trop éloignés des réseaux terrestres. Pour desservir les dizaines de millions d'utilisateurs prévus, ces constellations comptent des centaines (OneWeb), voire des milliers de satellites (Starlink, Kuiper).  
La deuxième restriction est la couverture. L'orbite géostationnaire couvre mal ou pas du tout les latitudes hautes. Les applications de télédétection comme le suivi de l'évolution de la végétation, des catastrophes naturelles, la reconnaissance militaire nécessitent une couverture globale qui peut toutefois ne pas être continue. Pour répondre à ce besoin, les satellites sont placés sur des orbites basses souvent héliosynchrones. Pour obtenir une fréquence de revisite plus grande, on a alors recours à une constellation comportant quelques (deux, trois...) satellites identiques.
Pour qu'un utilisateur puisse obtenir sa position précise en temps réel, son terminal (ex. : GPS) doit pouvoir réaliser une triangulation entre trois ou quatre satellites au minimum, visibles et largement écartés. Le premier système de navigation par satellite, TRANSIT, mis au point pour les forces armées des États-Unis, repose sur une constellation de dix satellites en orbite basse polaire. Mais compte tenu de l'altitude des satellites (environ 1 000 kilomètres) et de leur nombre réduit, un seul satellite est généralement visible à un instant donné. La position ne peut être actualisée qu'une fois par heure (au mieux) et la précision est médiocre (200 mètres au mieux). Le système de navigation par satellite qui remplace TRANSIT dans les années 1990, le GPS, repose sur une constellation d'une trentaine de satellites circulant en orbite moyenne (20 000 kilomètres). Il résout les limitations du système précédent en fournissant une position immédiate avec une précision de l'ordre du mètre.

### Terminal utilisateur

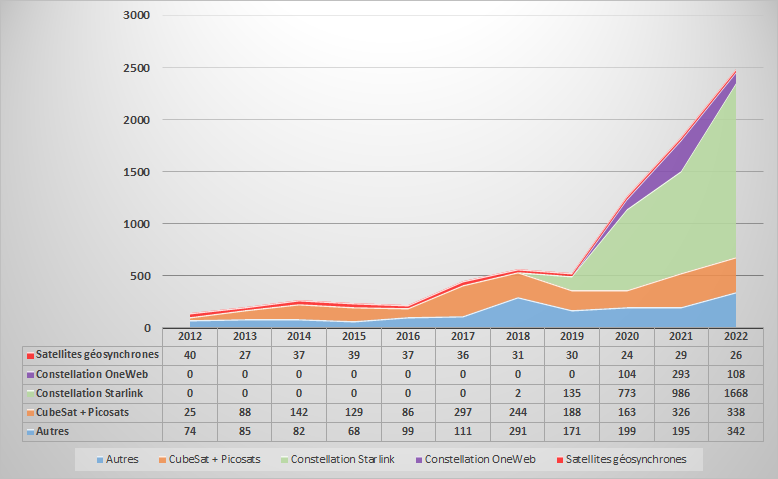
La part des méga-constellation Starlink et OneWeb dans les satellites placés en orbite est devenue prépondérante en 2022. Le diagramme présente l'évolution entre 2012 et 2022 de la ventilation du nombre de satellites par grande catégorie : satellites géosynchrones, mégaconstellations, CubeSats et picosatellites (<1 kg), et autres satellites (sources : Gunter's Space Page, Nanotsats.eu, Space Activities in 2022 de McDowell).

## Méga-constellations

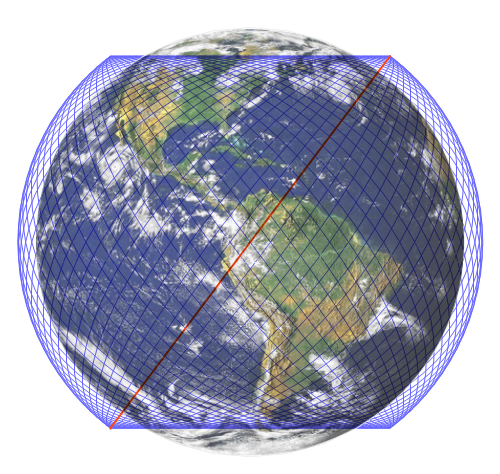
Les 72 plans orbitaux occupés par les 1584 premiers satellites Starlink.

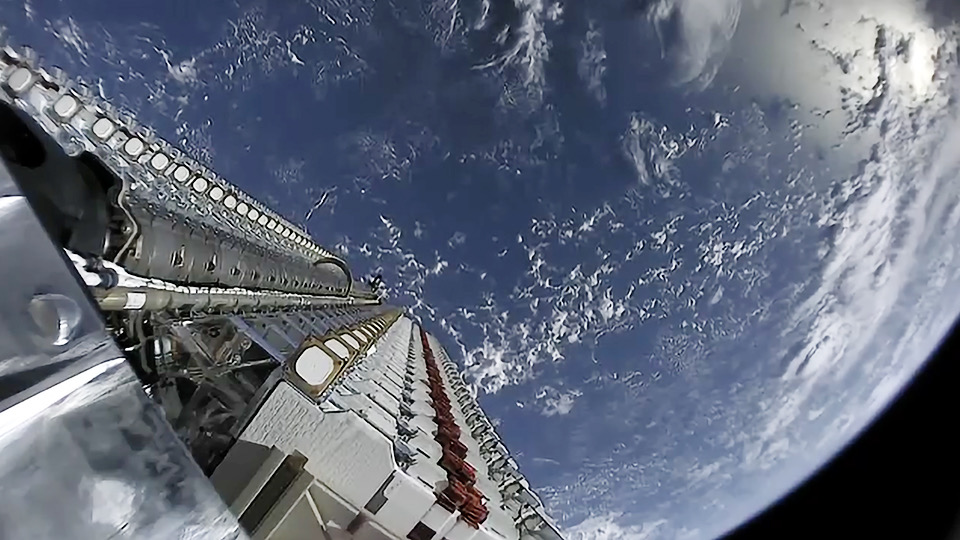
Éjection de 60 satellites Starlink immédiatement après leur lancement.

Dans les années 2010, les opérateurs de satellites pour Internet lancent des projets de méga-constellation, à l'image de Starlink de SpaceX (12 000 satellites) ou OneWeb (648 à 2 000 satellites), permettant aux constructeurs de satellites d'abaisser drastiquement les coûts. Ainsi de Thales Alenia Space, déjà fabricant des Globalstar de seconde génération, Iridium Next et O3b,.

## Controverses
En démultipliant le nombre d'objets en orbite, les projets de méga-constellations de fournisseurs d'Internet par satellite soulèvent des inquiétudes et critiques à travers le monde. D'une petite dizaine de milliers en 2020, ces objets seraient en effet plusieurs dizaines de milliers à terme,,.

### Débris spatiaux
La multiplication des satellites lancés fait craindre la multiplication de fait du nombre potentiel des débris spatiaux susceptibles d'être générés par ce type de projet. En effet, au risque de collision des satellites en fonctionnement s'ajoute celui de pannes, qui les rendraient incontrôlables, risque d'autant plus élevé qu'ils sont nombreux. Dans le pire des cas, un syndrome de Kessler rendrait les orbites basses totalement impraticables.
Le Bureau des affaires spatiales des Nations unies a publié en 2007 des lignes directrices en matière de réduction des débris spatiaux, mais ce texte reste insuffisant étant donné l’absence de contraintes sur les États.

### Pollution lumineuse du ciel nocturne

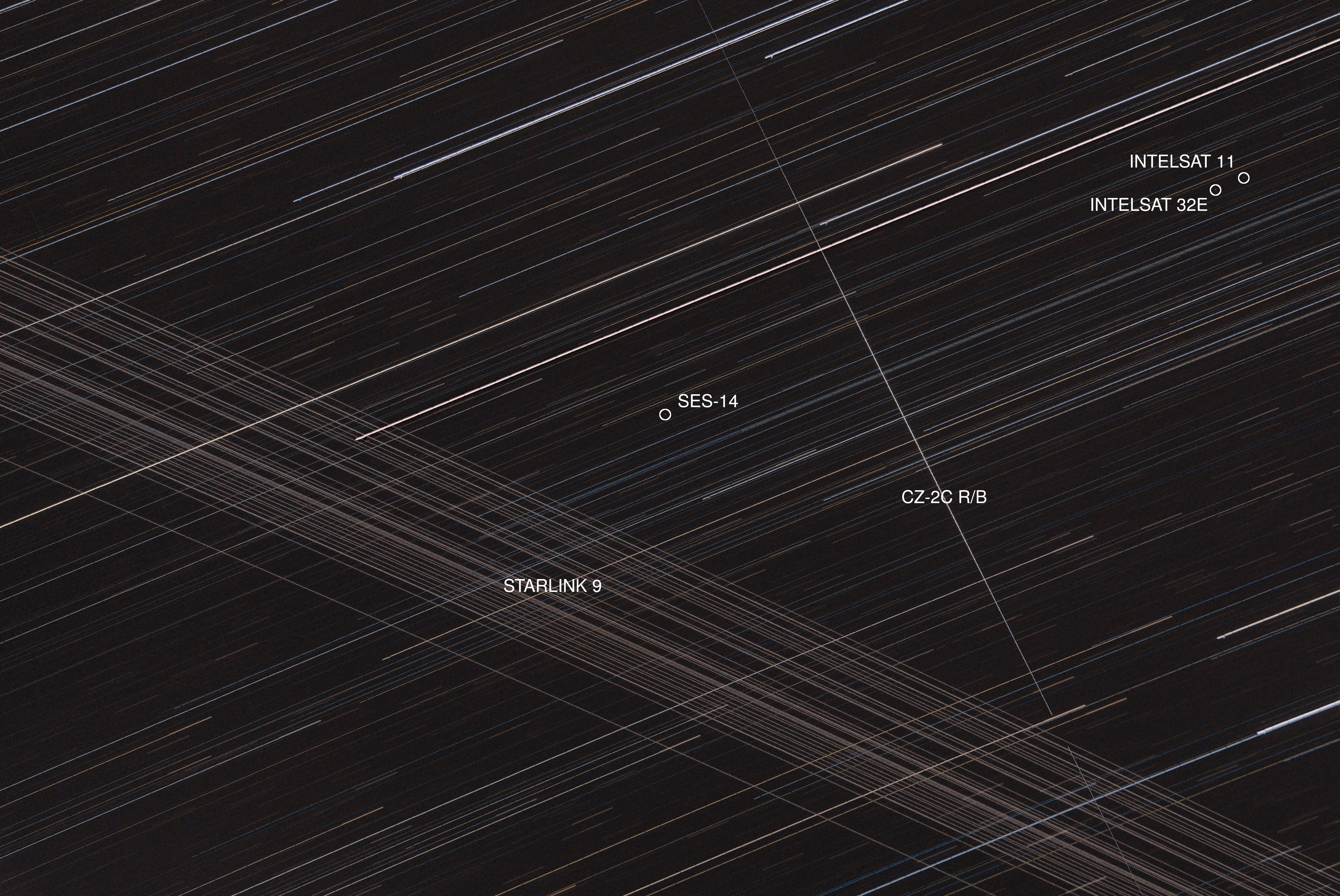
Photo du ciel en pose longue montrant les traces visuelles de différents satellites.

Cette multitude de satellites rejoint l'ensemble des projets en cours de déploiement (12 000 satellites voire 42 000 pour Starlink de SpaceX, 3 250 pour Kuiper d'Amazon, 650 à 2000 pour OneWeb,, etc.), qui pose le problème de la pollution lumineuse spatiale du ciel nocturne. Celle-ci s'ajoute à la pollution lumineuse terrestre (issue de l'éclairage à la surface). De fait, les magnitudes des satellites peuvent atteindre la valeur de -2[réf. nécessaire], soit davantage que Sirius, l'étoile la plus brillante, qui atteint -1,76. Lorsque tous les satellites seront déployés, une centaine seront visibles dans le ciel à tout instant, plus brillants que Sirius.
Cette pollution perturbe beaucoup le travail des astronomes, professionnels et amateurs, ainsi que des photographes de paysages de nuit, qui devront filtrer ces sources indésirables de lumière.

## Constellations opérationnelles ou à l'étude
Les satellites sont catégorisés selon leur poids, traduit par un préfixe ou un qualificatif : « pico » inférieur à 1 kg ; « nano » entre 1 kg et 10 kg  ;  « micro » entre 10 kg et 100 kg ; « mini » = entre 100 kg et 500 kg ; « moyen » entre 500 kg et 1 000 kg  ; « gros » supérieur à 1 000 kg[réf. nécessaire].
| Désignation                                      | Opérateur                              | Nationalité                                   | Type de prestation            | Orbite                     | Détail orbite                                           | Nbre satellites (actifs) | Couverture | Taille satellite | Date opérationnel | Statut                           |
| ------------------------------------------------ | -------------------------------------- | --------------------------------------------- | ----------------------------- | -------------------------- | ------------------------------------------------------- | ------------------------ | ---------- | ---------------- | ----------------- | -------------------------------- |
| Télécommunications                               |                                        |                                               |                               |                            |                                                         |                          |            |                  |                   |                                  |
| Iridium                                          | Iridium                                | Drapeau des États-Unis                        | Téléphonie satellitaire       | Basse                      | Altitude : 780 km Inclinaison 86,4°                     | 66                       | Globale    | Mini             | 2000              | Opérationnel                     |
| Globalstar                                       | Globalstar                             | Drapeau des États-Unis                        | Téléphonie satellitaire       | Basse                      | Altitude : 1 400 km Inclinaison 52°                     | 48                       |            | Mini             | 1999              | Opérationnel                     |
| Orbcomm                                          | Orbcomm                                | Drapeau des États-Unis                        | Messagerie, AIS               | Basse                      | Altitude : 8 000 km Inclinaison 0°                      | 18                       |            | Mini             |                   | Partiellement opérationnel       |
| O3b MEO                                          | SES                                    | Drapeau du Luxembourg                         | Internet                      | Moyenne                    | Altitude : 8 000 km Inclinaison 45°                     | 18                       |            | Moyenne          | ~20               | Opérationnel                     |
| WGS                                              | USSF                                   | Drapeau des États-Unis                        | Télécommunications militaires | Géostationnaire            |                                                         | 10                       |            | Gros             |                   | Opérationnel                     |
| Starlink                                         | SpaceX                                 | Drapeau des États-Unis                        | Internet                      | Basse                      | Altitude : 550 km Inclinaison : 53°,70°,97,6°           | 4 425 (phase 1)          | Globale    | Mini             | 2023              | En cours de déploiement          |
| OneWeb                                           | OneWeb                                 | Drapeau de la France · Drapeau du Royaume-Uni | Internet                      | Basse                      | Altitude : 1 200 km Inclinaison : 86,4°                 | 648                      |            | Mini             |                   | En cours de déploiement          |
| Kuiper                                           | Amazon                                 | Drapeau des États-Unis                        | Internet                      | Basse                      | Altitude : 590–630 km                                   | 3 236                    | 56°S-56°S  | Mini             |                   | Conception en cours              |
| Qianfan                                          | Shanghai Spacecom Satellite Technology | Drapeau de la République populaire de Chine   | Internet                      | Basse                      | Altitude : 1 000 km                                     | 648 satellites (phase 1) |            | Mini             |                   | Déploiement en cours depuis 2024 |
| Kinéis                                           | Kinéis                                 | Drapeau de la France                          | Internet des objets           | Basse                      | Altitude : 650 km                                       | 25                       | Globale    | Mini             | 2025              | Opérationnel                     |
| Navigation                                       |                                        |                                               |                               |                            |                                                         |                          |            |                  |                   |                                  |
| GPS                                              | DoD                                    | Drapeau des États-Unis                        | Navigation                    | Moyenne                    | Altitude : 20 200 km Inclinaison 55°                    | ~30                      | Globale    | Gros             | 1993              | Opérationnel                     |
| GLONASS                                          | VKS                                    | Drapeau de la Russie                          | Navigation                    | Moyenne                    | Altitude : 19 100 km Inclinaison : 64,8°                | ~30                      | Globale    | Gros             | 1995              | Opérationnel                     |
| Beidou                                           | CNSA                                   | Drapeau de la République populaire de Chine   | Navigation                    | 1) Moyenne 2) Géosynchrone | 1) Altitude : ~20 000 km Inclinaison : 55° 2) 36 000 km | ~30 + 6                  | Globale    | Gros             | 2020              | Opérationnel                     |
| Galileo                                          | ESA                                    | Drapeau de l’Union européenne                 | Navigation                    | Moyenne                    | Altitude : 23 222 km Inclinaison : 56°                  | ~30                      | Globale    | Gros             | 2020              | Opérationnel                     |
| Observation de la Terre                          |                                        |                                               |                               |                            |                                                         |                          |            |                  |                   |                                  |
| SkySat                                           | Planet Labs                            | Drapeau des États-Unis                        | Imagerie                      | Basse                      | Altitude : 500 km Polaire                               | 21                       | Globale    | Micro            | 2017              | Opérationnel                     |
| Jilin-1                                          | Chang Guang Satellite Technology       | Drapeau de la République populaire de Chine   | Imagerie                      | Basse                      | Altitude : 700 km Héliosynchrone                        | 130                      | Globale    | Mini             | 2015              | Opérationnel                     |
| Renseignement d'origine électromagnétique (ROEM) |                                        |                                               |                               |                            |                                                         |                          |            |                  |                   |                                  |
| Bro                                              | Unseenlabs                             | Drapeau de la France                          | Surveillance maritime         | Basse                      | Altitude : 450 km Quasi polaire (inclinaison : 97,6°)   | 13 (au 3 avril 2025)     | Globale    | Micro            | 2019              | Opérationnel                     |

## Galerie

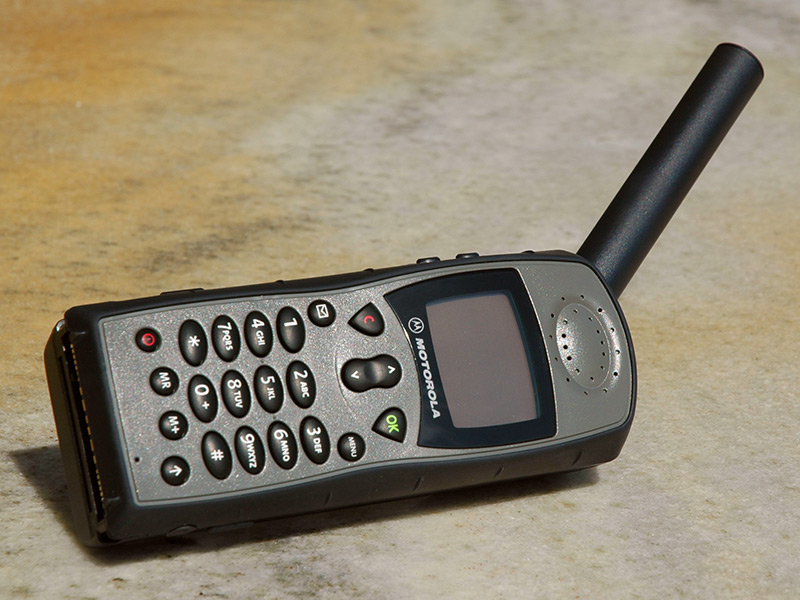
Téléphone satellitaire Iridium.
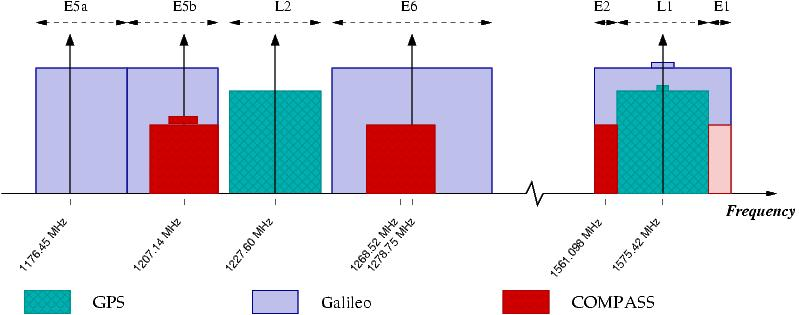
Allocation des fréquences aux systèmes de navigation par satellite GPS, Galileo et COMPASS/BEIDOU.
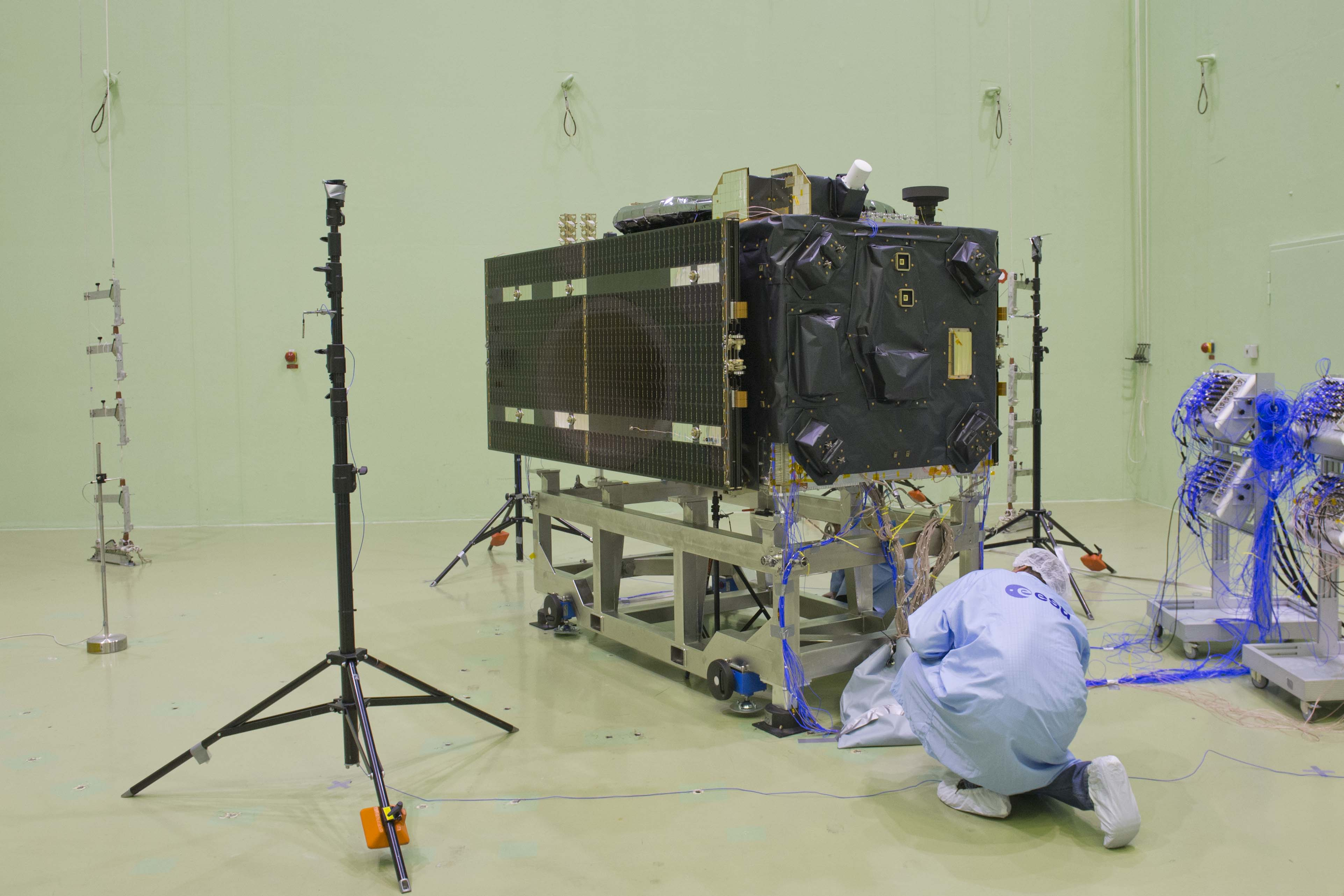
Satellite Galileo en cours de test.
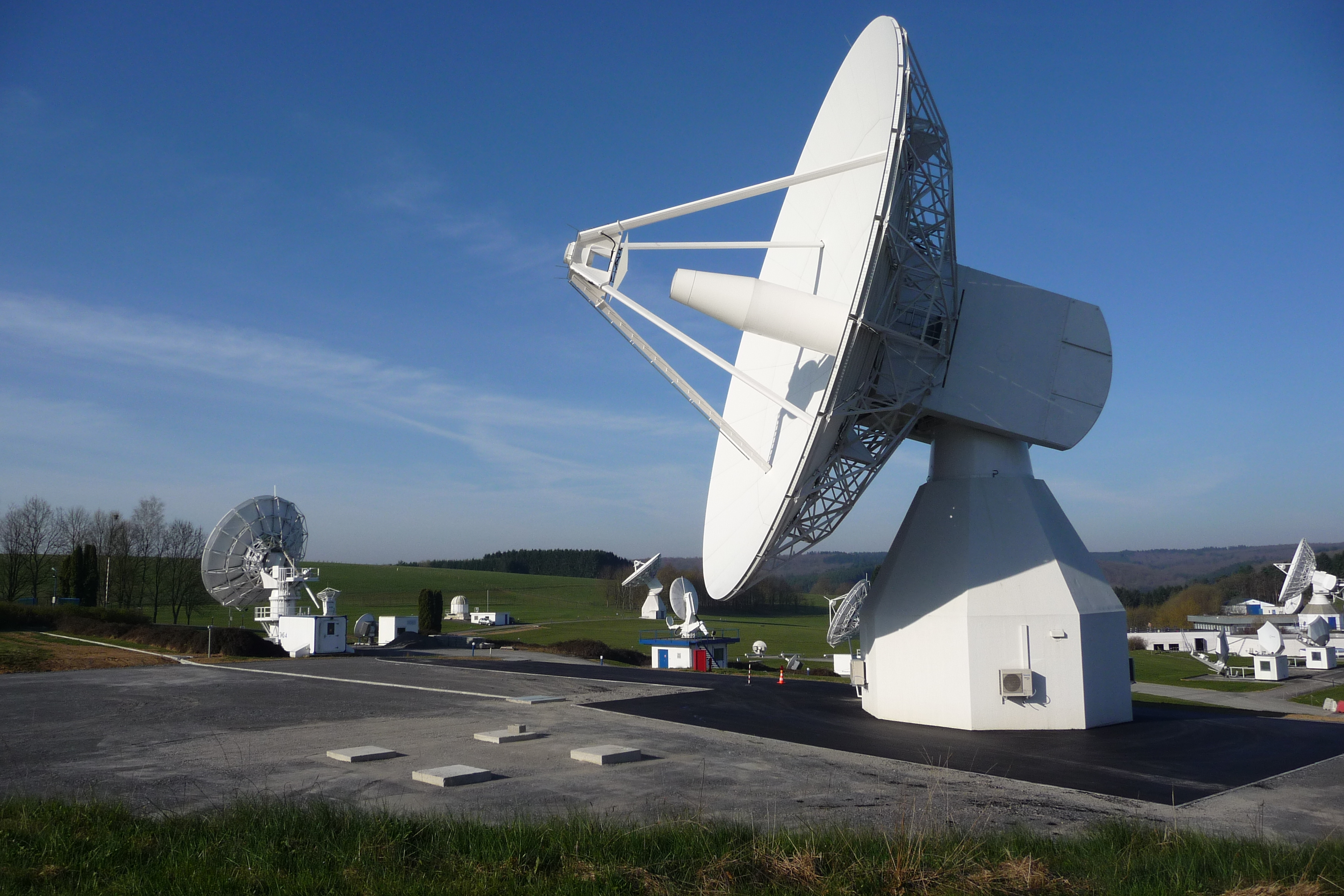
Parabole d'une station terrienne du système Galileo à Redu.
Comparaison des orbites de plusieurs constellations de satellites.